# Garbus
Garbus ist ein Ortsteil von Nobitz im Landkreis Altenburger Land in Thüringen.

## Lage
Der Ortsteil besteht aus 7 Altenburger Vierseithöfen und befindet sich sechs Kilometer südöstlich der Kreisstadt Altenburg sowie vier Kilometer südöstlich der Kerngemeinde Nobitz an der Bundesstraße 180 am Rande der Leipziger Tieflandsbucht. Die geographische Höhe des Ortes beträgt 220 m ü. NN.

## Geschichte
Das slawische Rundlingsdorf wurde 1181 erstmals urkundlich erwähnt. Im 13. Jahrhundert hatten die Burggrafen von Altenburg Besitz im Ort. Seit 1296 ist das Altenburger Bergerkloster als Besitzer einiger Grundstücke im Ort belegt. Vor 1358 soll sich in Garbus ein Nonnenkloster befunden haben. Im Jahr 1445 bewirtschafteten sechs Bauern die Flur des Dorfes von 157 Hektar.
Nach der Säkularisation des Bergerklosters im 16. Jahrhundert gehörte der Ort zum wettinischen Amt Altenburg, welches ab dem 16. Jahrhundert aufgrund mehrerer Teilungen im Lauf seines Bestehens unter der Hoheit folgender Ernestinischer Herzogtümer stand: Herzogtum Sachsen (1554 bis 1572), Herzogtum Sachsen-Weimar (1572 bis 1603), Herzogtum Sachsen-Altenburg (1603 bis 1672), Herzogtum Sachsen-Gotha-Altenburg (1672 bis 1826). Um 1590 entstand in der Flur von Garbus die Siedlung Klausa.
Bei der Neuordnung der ernestinischen Herzogtümer im Jahr 1826 kam Garbus wiederum zum Herzogtum Sachsen-Altenburg. 1880 standen dann im gewachsenen Dorf zwölf Häuser, die von 96 Personen bewohnt wurden. Im späten 19. Jahrhundert wurde im Ort die Braunkohlegrube Winterfeld (Tiefbau bis 1957) und eine kleine Brikettfabrik eröffnet. Nach der Verwaltungsreform im Herzogtum gehörte Garbus bezüglich der Verwaltung zum Ostkreis (bis 1900) bzw. zum Landratsamt Altenburg (ab 1900). Das Dorf gehörte ab 1918 zum Freistaat Sachsen-Altenburg, der 1920 im Land Thüringen aufging.
1951 schlossen sich Klausa und Garbus zu einer Gemeinde zusammen. Bei der zweiten Kreisreform in der DDR wurden 1952 die bestehenden Länder aufgelöst und die Landkreise neu zugeschnitten. Somit kam der Ort mit dem Kreis Altenburg an den Bezirk Leipzig, der seit 1990 als Landkreis Altenburg zu Thüringen gehörte und 1994 im Landkreis Altenburger Land aufging. Seit dem 1. Januar 1973 ist Garbus gemeinsam mit dem Nachbarort Klausa ein Ortsteil von Nobitz. Heute befindet sich der Bauhof der Gemeinde etwas außerhalb des Ortes. Es leben 46 Personen im Dorf.